# Le Vernet (Allier)
Vernet – miejscowość i gmina we Francji, w regionie Owernia-Rodan-Alpy, w departamencie Allier.

## Demografia
Według danych na rok 1990 gminę zamieszkiwało 1430 osób, a gęstość zaludnienia wynosiła 142 osoby/km². W styczniu 2015 r. Vernet zamieszkiwało 1999 osób, przy gęstości zaludnienia wynoszącej 198,5 osób/km².